# أندريس دي سانتا ماريا
أندريس دي سانتا ماريا (بالإسبانية: Andrés de Santa Maria) هو نحات ورسام وأستاذ جامعي كولومبي، ولد في 16 ديسمبر 1860 في بوغوتا في كولومبيا، وتوفي في 29 أبريل 1945 في بروكسل في بلجيكا.